# Парусница
Парусница, или парусник, или велелла (лат. Velella velella), — колониальный представитель гидроидов, океанический пелагический вид, выделяемый в монотипный род Velella.

## Описание
Velella velella не является самостоятельным организмом, а представляет собой колонию гидроидов.
Внутри колонии формируется плоская, заполненная воздухом и покрытая мантией камера из хитина, которая обеспечивает поддержание всей колонии на поверхности воды. Основание колонии представляет собой овал, укреплённый хитиновыми структурами. Характерной особенностью вида является тонкая полукруглая лопасть, расположенная сверху по диагонали воздушной камеры. Таким образом, над основанием возвышается парус, который расположен асимметрично и изогнут в форме буквы S. Благодаря этой лопасти животное получило научное название от лат. «velum» — парус. Данный вырост позволяет животным передвигаться по поверхности воды не по прямой, а под определённым углом к ветру, периодически поворачиваясь на 180°.
Размер колонии может достигать 10 сантиметров (обычно около 7 см). С воздушной камеры свисают нитевидные, относительно короткие  щупальца, которых насчитывается 8 и более.
Полипы, образующие колонию, имеют различную форму и специализацию. Существует выраженный центральный полип большого размера, который является гастрозооидом (специализируется на отлове и переваривании пищи). Он окружен гастро-гонозооидами (полипами, специализирующимися на питании и размножении) и дактилозооидами (полипами, специализирующимися на защитной функции).

## Ареал
Вид распространен в субтропических и тропических широтах Мирового океана, в Европе его представители встречаются в западной части Средиземного моря и на западном побережье.

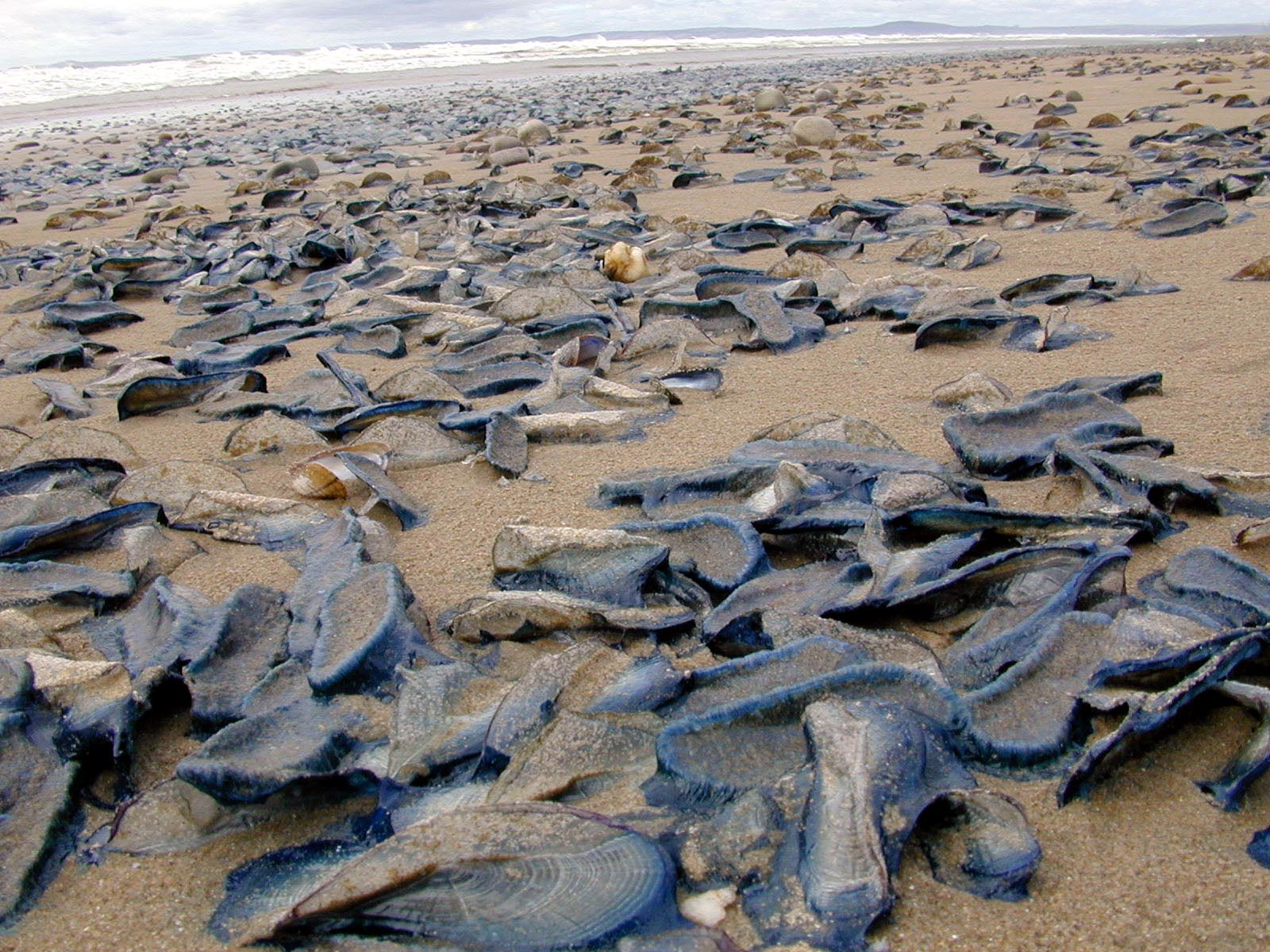
Пляж, усеянный выброшенными на берег парусницами

Основные находки вида известны по особям, выброшенным морем на побережье в Великобритании и Ирландии.

## Биология

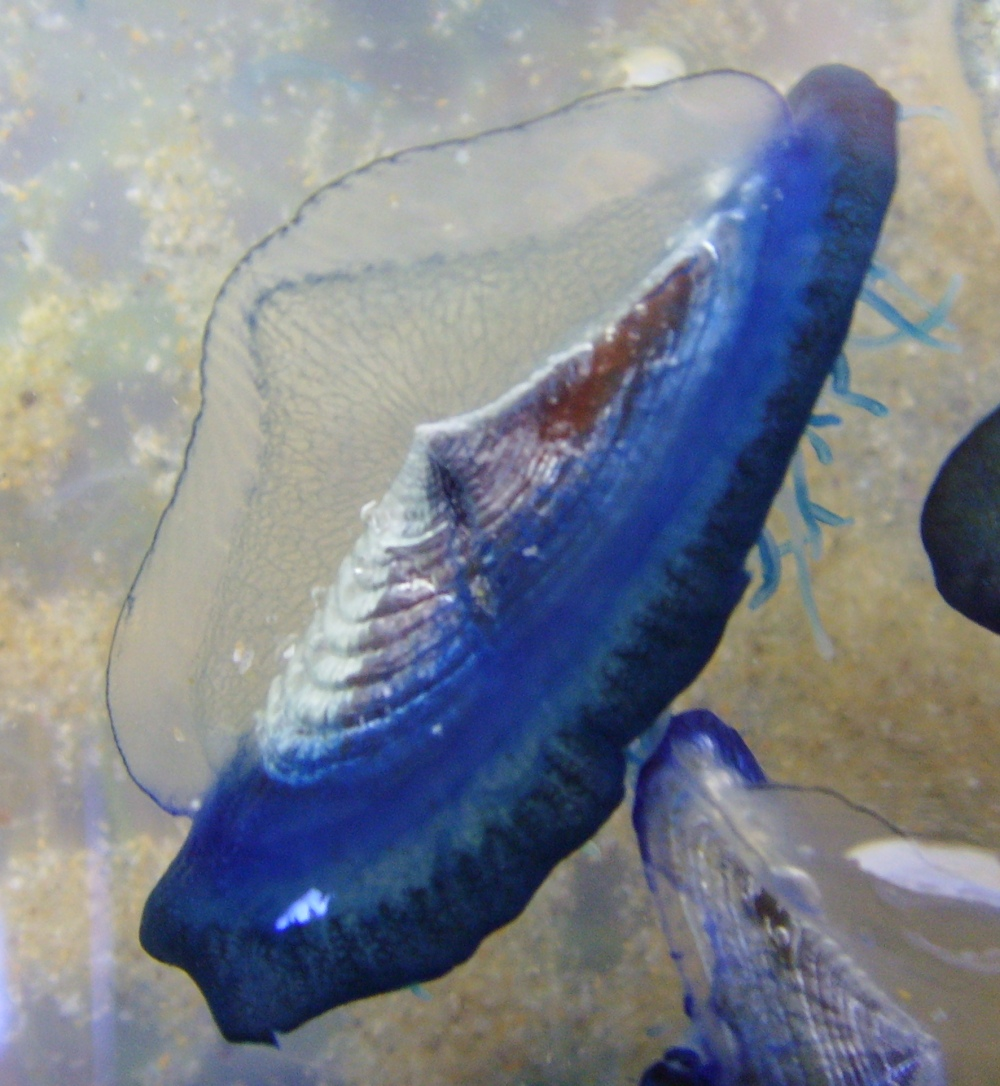

Плавает на поверхности воды. Среди особей данного вида существует примерно равное количество «правосторонних» и «левосторонних» экземпляров, которые различаются по тому, в какую сторону по диагонали от переднего конца у них скошен «парус». При этом, если ветер дует постоянно в одном направлении, особи расходятся в разные стороны под углом 45° к ветру (90° друг к другу), формируя группы только «право-» или «левопарусных» животных.
Вид питается мелкими пелагическими организмами (беспозвоночными и мальками рыб), которых ловит щупальцами и парализует благодаря имеющимся на щупальцах книдоцитам (жалящим клеткам). Несмотря на то, что яд является очень сильным, для человека этот вид не представляет опасности, поскольку книдобласты (жалящая часть книдоцитов) не в состоянии пробить кожу человека.
Естественные враги велеллы — животные, питающиеся макропланктоном, такие как луна-рыба, голожаберные моллюски рода Aeolis и Glaucus, моллюск морской слизевик (Fiona pinnata), брюхоногие моллюски янтины.
В некоторые годы наблюдаются массовые выбросы особей этого вида на побережье Британских островов.

## Размножение

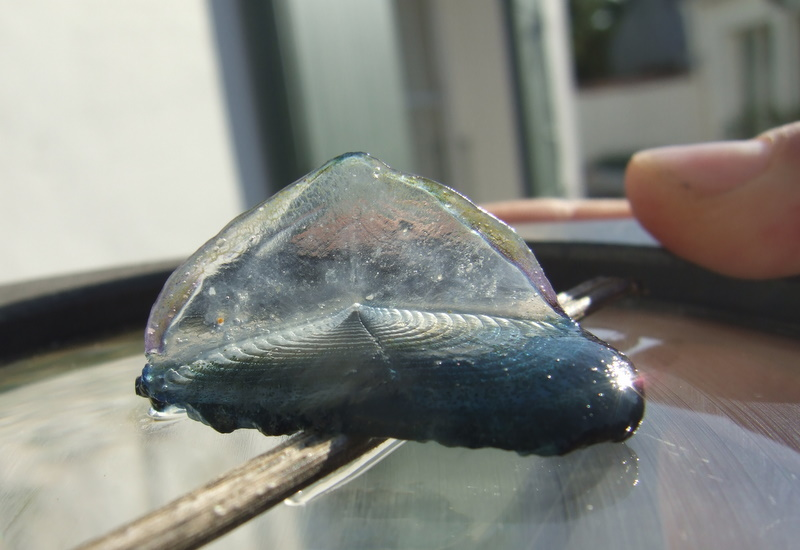

Для вида Velella velella характерно чередование поколений, при котором колониальные полипы несут функцию бесполого размножения (отпочкования медуз от гонозооидов), а одиночные медузы — полового размножения. Медузы являются раздельнополыми, но мужских и женских особей практически невозможно различить без микроскопического исследования гонад.
После открепления от гонозооидов мелкие медузы погружаются на глубину до 1000 метров, где остаются до взросления, после чего и нерестятся. Планулы, выходящие из оплодотворённых яиц, благодаря наличию в них большого количества жиров (часто формируют отдельную жировую каплю) снова поднимаются к поверхности, где превращаются в первого полипа колонии, из которого путём почкования (но без отделения) формируется взрослая колония.

## Симбионты и паразиты
На Velella velella могут поселяться некоторые животные, как комменсалы, так и паразиты. На верхней стороне могут прикрепляться мелкие крабики рода Planes, на нижней — брюхоногие моллюски из рода янтины, которые объедают мягкие ткани живых полипов.